# Fundulopanchax amieti
Fundulopanchax amieti — невеличка рибка родини Нотобранхових. Поширена у водоймах басейну річки Санага на заході Камеруну. Зустрічається в невеликих потічках в тропічному лісі. Максимальна довжина — 6 см. Має інтерес для акваріумістів, але важкий в утриманні.